# Palais Danckelmann

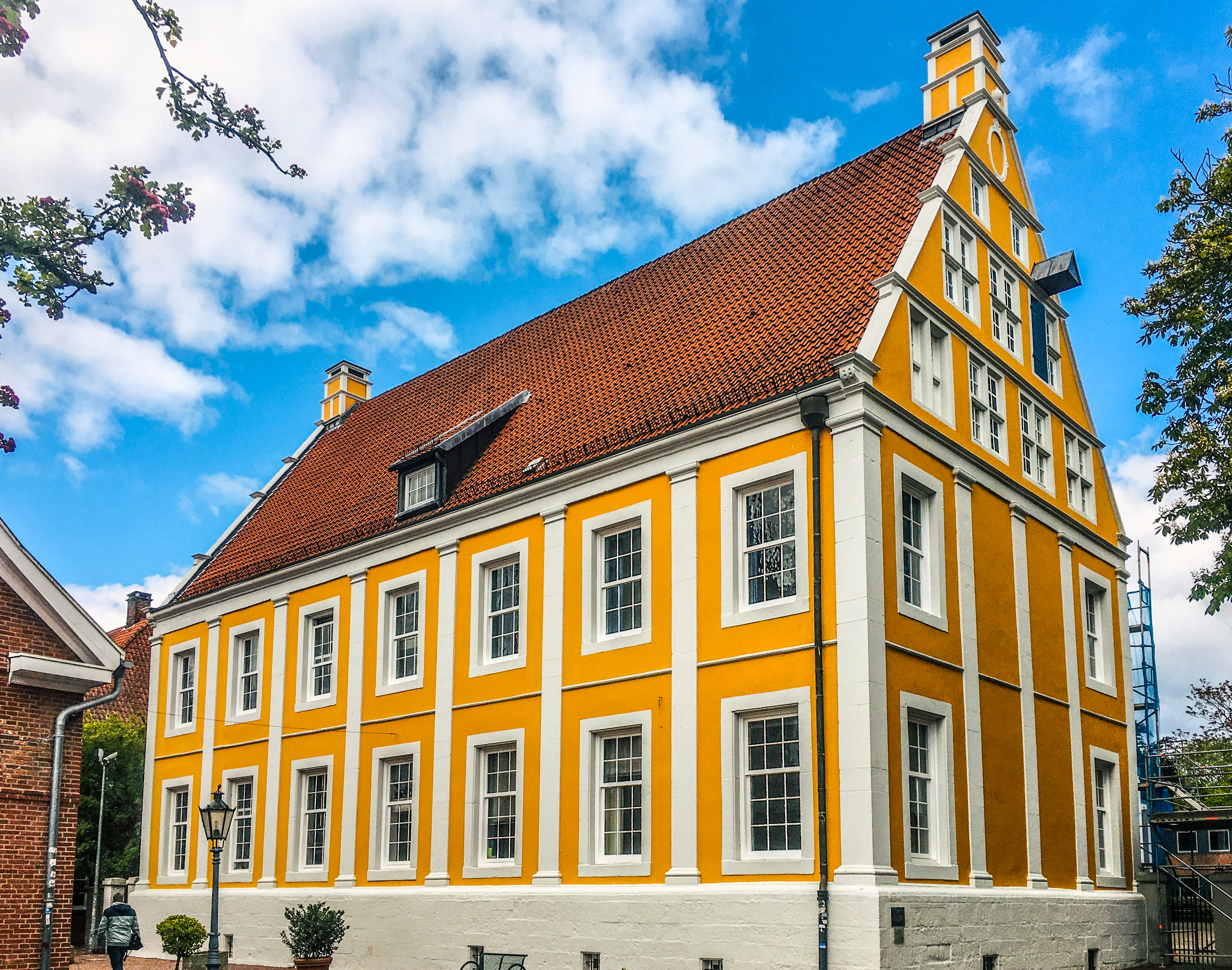
Palais Danckelmann in Lingen (Ems)

Das Palais Danckelmann in Lingen (Ems) ist ein historisches Gebäude aus dem Jahr 1646. Seit seiner Fertigstellung wird es für Gerichtszwecke genutzt.
Heute beherbergt es das Amtsgericht der Stadt.

## Geschichte
Sylvester von Danckelmann war von 1632 bis 1662 oranischer Landrichter und Vizedroste in Lingen. Danckelmann begann zu Anfang der 1640er Jahre auf dem damals brach liegenden Terrain der ehemaligen Festungsanlagen mit dem Bau eines Stadthauses. Das Gebäude wurde 1646 vollendet, wie eine Zahl am Portal auf dem Hof schließen lässt. Danckelmann verlegte sogleich seine richterlichen Geschäfte in dieses Haus.
1681 folgte Thomas Ernst von Danckelmann, der zweite Sohn von Sylvester von Danckelmann, dem Vater im Amt als Richter. Thomas Ernst nahm 1702 die Stadt und Grafschaft Lingen für die Preußische Krone in Besitz. Auf ihn folgte Sylvester Diedrich von Danckelmann als Richter. 1769 erwarb der Preußische Domänenfiskus das Haus von den Erben derer von Danckelsmann und nutzte es als Königliches Amtsgericht. Heute ist es Teil des Amtsgerichtes Lingen.

## Bauausführung
Auf einem massiven Kellergeschoss aus Werksteinen erhebt sich ein zweigeschossiges und drei- zu siebenachsiges Gebäude mit gegliederten Fassaden hinaus bis zum Giebel. Bemerkenswert sind zwei Torpfosten mit den bekrönenden Vasen des Rokoko und dem freistehenden Abschlusspfeiler mit dem sitzenden Löwen mit dem Danckelmannschen Wappenschild.
Das Gebäude war von Anfang an als Adelssitz und nicht als Bürgerhaus gedacht. Das zeigt sich am sonst unüblichen hohen Sockel und der alles überragenden Höhe. Auch der Eingang zum Gebäude wurde anders als bei Bürgerhäusern errichtet: Die zweiarmige Freitreppe ist im Gegensatz zu den Bürgerhäusern von der Straße abgewandt, man erreicht sie über einen Ehrenhof, der ebenso wie der Garten an der Rückseite des Hauses angelegt wurde.